# Moment pędu
Moment pędu, kręt – wektorowa wielkość fizyczna opisująca ruch ciała, zwłaszcza jego ruch obrotowy.

## W mechanice klasycznej

Zależności między siłą momentem siły pędem oraz momentem pędu

Moment pędu punktu materialnego o pędzie {\displaystyle {\boldsymbol {p}},} którego położenie opisane jest wektorem wodzącym {\displaystyle {\boldsymbol {r}}} względem wybranego punktu (zwykle początku układu współrzędnych), definiuje się jako wektor (pseudowektor) będący iloczynem wektorowym wektora położenia i pędu:
{\displaystyle {\boldsymbol {L}}={\boldsymbol {r}}\times {\boldsymbol {p}},}
Z własności iloczynu wektorowego wynika, że wartość bezwzględna momentu pędu jest równa:
{\displaystyle L=|{\boldsymbol {r}}\times {\boldsymbol {p}}|=|{\boldsymbol {r}}||{\boldsymbol {p}}|\sin \theta ,}
gdzie {\displaystyle \theta } oznacza kąt między wektorami {\displaystyle {\boldsymbol {r}}} i {\displaystyle {\boldsymbol {p}}.}
Jednostką momentu pędu w układzie SI jest {\displaystyle \mathrm {\left[{\frac {kg\cdot m^{2}}{s}}\right]} .}
Dla ciała o momencie bezwładności {\displaystyle I} obracającego się wokół ustalonej osi z prędkością kątową {\displaystyle {\boldsymbol {\omega }}} moment pędu można wyrazić wzorem:
{\displaystyle {\boldsymbol {L}}=I{\boldsymbol {\omega }}.}

### Zachowanie momentu pędu
{\displaystyle i}-tą składową momentu pędu można wyrazić wzorem:
{\displaystyle {\boldsymbol {L}}^{i}=({\boldsymbol {r}}\times {\boldsymbol {p}})^{i}=\varepsilon _{ijk}\mathbf {r} ^{j}{\boldsymbol {p}}^{k}=m\varepsilon _{ijk}{\boldsymbol {r}}^{j}{\boldsymbol {v}}^{k},}
gdzie {\displaystyle \varepsilon _{ijk}} jest symbolem Leviego-Civity. W mechanice klasycznej składowe momentu pędu komutują ze sobą (są antyprzemienne), przy czym komutatorem jest nawias Poissona
{\displaystyle \left[{\boldsymbol {L}}^{i},{\boldsymbol {L}}^{j}\right]=\varepsilon _{ijk}{\boldsymbol {L}}^{k}.}
Moment pędu jest stały, jeśli znika jego nawias Poissona; zasada zachowania momentu pędu jest konsekwencją symetrii obrotowej przestrzeni (zob. grupa obrotów), która zachowuje długość wektora (gdyż jest izometrią). Dzięki temu energia kinetyczna w hamiltonianie nie ulega zmianie. Stąd wynika, że potencjał {\displaystyle U} zależy wyłącznie od odległości {\displaystyle r.} Siłę związaną z tym potencjałem nazywa się siłą centralną. Dla tego rodzaju sił zachodzi:
{\displaystyle {\Big [}U({\boldsymbol {r}}),{\boldsymbol {L}}{\Big ]}=0,}
co jest równoważne zasadzie zachowania momentu pędu.
Stały moment pędu wyznacza pewien stały kierunek w przestrzeni. Konsekwencją zasady zachowania momentu pędu jest to, że ruch odbywa się w płaszczyźnie prostopadłej do kierunku momentu pędu. Tak np. potencjał grawitacyjny Newtona proporcjonalny od odwrotności odległości {\displaystyle r} ma symetrię sferyczną; wynika stąd prawo zachowania momentu pędu dla ruchu planet i ich ruch w płaszczyźnie prostopadłej do kierunku momentu pędu nazywanej płaszczyzną ekliptyki.

## W mechanice kwantowej

### Operator orbitalnego momentu pędu 𝑳̂ i jego składowe kartezjańskie
W mechanice kwantowej operator orbitalnego momentu pędu definiuje się, dokonując kwantyzacji wektora momentu pędu mechaniki klasycznej, tj. zamienia się wektor momentu pędu
{\displaystyle {\boldsymbol {L}}={\boldsymbol {r}}\times {\boldsymbol {p}}}
na operator, zastępując wektory operatorami: {\displaystyle {\boldsymbol {r}}\to {\hat {\boldsymbol {r}}},} {\displaystyle {\boldsymbol {p}}\to {\hat {\boldsymbol {p}}}.} Stąd mamy:
{\displaystyle {\hat {\boldsymbol {L}}}={\hat {\boldsymbol {r}}}\times {\hat {\boldsymbol {p}}}.}
W reprezentacji położeniowej operatory {\displaystyle {\hat {\boldsymbol {r}}},{\hat {\boldsymbol {p}}}} mają postać (tzw. reguły Jordana)
{\displaystyle {\hat {\boldsymbol {r}}}={\boldsymbol {r}},}
{\displaystyle {\hat {\boldsymbol {p}}}=-i\hbar \nabla ,\quad {}} gdzie {\displaystyle \nabla } – operator nabla, {\displaystyle \hbar } – stała Diraca (kwant momentu pędu).
Stąd otrzymuje się:
{\displaystyle {\hat {\boldsymbol {L}}}={\hat {\boldsymbol {r}}}\times {\hat {\boldsymbol {p}}}=-\mathrm {i} \,\hbar \,{\boldsymbol {r}}\times \nabla =-\mathrm {i} \,\hbar \,\det {\begin{bmatrix}{\hat {\boldsymbol {i}}}&{\hat {\boldsymbol {j}}}&{\hat {\boldsymbol {k}}}\\x&y&z\\{\frac {\partial }{\partial x}}&{\frac {\partial }{\partial y}}&{\frac {\partial }{\partial z}}\end{bmatrix}}.}
Po obliczeniu wyznacznika otrzymuje
{\displaystyle {\hat {\boldsymbol {L}}}=-\mathrm {i} \,\hbar \,\left[{\hat {\boldsymbol {i}}}\left(y{\frac {\partial }{\partial z}}-z{\frac {\partial }{\partial y}}\right)+{\hat {\boldsymbol {j}}}\left(z{\frac {\partial }{\partial x}}-x{\frac {\partial }{\partial z}}\right)+{\hat {\boldsymbol {k}}}\left(x{\frac {\partial }{\partial y}}-y{\frac {\partial }{\partial x}}\right)\right].}
Operator ten jest więc operatorem wektorowym (tj. wektorem, którego składowymi są operatory) w postaci
{\displaystyle {\hat {\boldsymbol {L}}}=\left({\hat {L}}_{x},\,{\hat {L}}_{y},\,{\hat {L}}_{z}\right),}
przy czym składowe {\displaystyle x,y,z} operatora {\displaystyle {\hat {L}}} mają postać
{\displaystyle {\hat {L}}_{1}\equiv {\hat {L}}_{x}=-\mathrm {i} \,\hbar \,\left[y{\frac {\partial }{\partial z}}-z{\frac {\partial }{\partial y}}\right],}
{\displaystyle {\hat {L}}_{2}\equiv {\hat {L}}_{y}=-\mathrm {i} \,\hbar \,\left[z{\frac {\partial }{\partial x}}-x{\frac {\partial }{\partial z}}\right],}
{\displaystyle {\hat {L}}_{3}\equiv {\hat {L}}_{z}=-\mathrm {i} \,\hbar \,\left[x{\frac {\partial }{\partial y}}-y{\frac {\partial }{\partial x}}\right].}

### Reguły komutacyjne dla składowych operatora 𝑳̂
Można sprawdzić, że składowe operatora momentu pędu spełniają reguły komutacyjne
{\displaystyle \left[{\hat {L}}_{i},{\hat {L}}_{j}\right]=\mathrm {i} \,\hbar \,\varepsilon _{ijk}{\hat {L}}_{k};\quad i,j,k=1,2,3\,\,\,\mathrm {lub} \,\,\,i,j,k=x,y,z,}
Z powyższego wynika, że np.
{\displaystyle \left[{\hat {L}}_{x},{\hat {L}}_{x}\right]=0,}
{\displaystyle \left[{\hat {L}}_{y},{\hat {L}}_{y}\right]=0,}
{\displaystyle \left[{\hat {L}}_{z},{\hat {L}}_{z}\right]=0,}
ale
{\displaystyle \left[{\hat {L}}_{x},{\hat {L}}_{y}\right]=\mathrm {i} \hbar {\hat {L}}_{z}\neq 0,}
{\displaystyle \left[{\hat {L}}_{y},{\hat {L}}_{z}\right]=\mathrm {i} \hbar {\hat {L}}_{x}\neq 0,}
{\displaystyle \left[{\hat {L}}_{z},{\hat {L}}_{x}\right]=\mathrm {i} \hbar {\hat {L}}_{y}\neq 0.}
Niezerowanie się komutatorów oznacza, że nie jest możliwe jednoczesne zmierzenie wszystkich trzech składowych momentu pędu układu kwantowomechanicznego – w danym eksperymencie można zmierzyć tylko jedną z nich.

### Ogólna metoda kwantowania
Warto zauważyć, że powyższy wynik obliczania komutatorów dla operatorów składowych moment pędu jest analogiczny do wyniku obliczania nawiasów Poissona dla składowych moment pędu mechaniki klasycznej. Ta obserwacja doprowadziła do odkrycia ogólnej metody otrzymywania operatorów kwantowomechanicznych, która polega na nałożeniu warunków, iż operatory mechaniki kwantowej powinny spełniać reguły komutacyjne analogiczne do reguł, jakie spełniają ich odpowiedniki klasyczne, gdy liczy się ich nawiasy Poissona.

### Kwadrat operatora momentu pędu
Kwadrat operatora momentu pędu {\displaystyle {\hat {\boldsymbol {L}}}^{2}} definiuje się jako sumę kwadratów składowych operatora momentu pędu {\displaystyle {\hat {\boldsymbol {L}}},} tj.
{\displaystyle {\hat {\boldsymbol {L}}}^{2}=({\hat {L}}_{x})^{2}+({\hat {L}}_{y})^{2}+({\hat {L}}_{z})^{2}.}

### Komutatory operatora momentu pędu i jego składowych
Kwadrat operatora momentu pędu {\displaystyle {\hat {\boldsymbol {L}}}^{2}} jest przemienny ze wszystkimi składowymi operatora momentu pędu, tzn.:
{\displaystyle \left[{\hat {L}}_{i},{\hat {\boldsymbol {L}}}^{2}\right]=0.}
Oznacza to, że możliwe jest jednoczesne zmierzenie wartości momentu pędu i jednej z jego składowych.

### Komutatory operatora momentu pędu i jego składowych z operatorem Hamiltona
Jeżeli komutator składowej {\displaystyle {\hat {L}}_{i}} operatora momentu pędu z operatorem Hamiltona {\displaystyle {\hat {H}}} zeruje się, tj.:
{\displaystyle \left[{\hat {L}}_{i},{\hat {H}}\right]=0,}
to {\displaystyle {\hat {L}}_{i}} składowa momentu pędu jest zachowywana. Podobnie, jeżeli komutator kwadratu operatora momentu pędu z operatorem Hamiltona zeruje się, tj.
{\displaystyle \left[{\hat {L}}^{2},{\hat {H}}\right]=0,}
to całkowity momentu pędu jest zachowywany i możliwy jest jednoczesny pomiar energii i momentu pędu układu.
Wynik obliczania tych komutatorów zależy od postaci operatora Hamiltona, ta zaś zależy od rodzaju rozpatrywanego układu i pól działających na układ.

### Funkcje własne i wartości własne operatora momentu pędu
We współrzędnych sferycznych operator kwadratu momentu pędu {\displaystyle {\hat {\boldsymbol {L}}}^{2}} ma postać:
{\displaystyle {\hat {\boldsymbol {L}}}^{2}=-\hbar ^{2}\Delta ,}
gdzie:
{\displaystyle \Delta ={\frac {1}{\sin \theta }}{\frac {\partial }{\partial \theta }}\left(\sin \theta {\frac {\partial }{\partial \theta }}\right)+{\frac {1}{\sin ^{2}\theta }}{\frac {\partial ^{2}}{\partial \phi ^{2}}}} – operator Laplace’a w układzie sferycznym.
Z rozwiązania równania własnego operatora {\displaystyle {\hat {\boldsymbol {L}}}^{2}}
{\displaystyle {\hat {\boldsymbol {L}}}^{2}\left|\psi _{l}\right\rangle =L^{2}\left|\psi _{l}\right\rangle }
otrzymuje się:
(a) wartości własne {\displaystyle L^{2}={\hbar }^{2}l(l+1),} gdzie {\displaystyle l=0,1,\dots ,}
(b) funkcje własne {\displaystyle \psi _{l}(\theta ,\phi )\equiv \langle \theta ,\phi |\psi _{l}\rangle =Y_{l}^{m}(\theta ,\phi ),} którymi są tzw. harmoniki sferyczne; harmoniki te zależą nie tylko od liczby {\displaystyle l,} ale też od liczby {\displaystyle m,} przy czym {\displaystyle m} przyjmuje {\displaystyle 2l+1} wartości ze zbioru {\displaystyle (-l,-l+1,\dots ,l).}
Operator momentu pędu {\displaystyle {\hat {\boldsymbol {L}}}} ma te same funkcje własne co operator kwadratu momentu pędu {\displaystyle {\hat {\boldsymbol {L}}}^{2},} a wartości własne równe:
{\displaystyle L=\hbar {\sqrt {l(l+1)}}.}
Wartości własne operatora momentu pędu {\displaystyle {\hat {\boldsymbol {L}}}} (oraz {\displaystyle {\hat {\boldsymbol {L}}}^{2}}) nie zależą od liczb {\displaystyle m,} co oznacza, że tej samej wartości własnej operatora momentu pędu {\displaystyle L=\hbar {\sqrt {l(l+1)}}} odpowiada {\displaystyle 2l+1} funkcji własnych {\displaystyle Y_{l}^{m}(\theta ,\phi )} o różnych wartościach liczby {\displaystyle m;} własność ta nazywana jest w mechanice kwantowej zdegenerowaniem widma operatora momentu pędu.

### Degeneracja poziomów energii i jej usunięcie
Także wartości własne operatora energii {\displaystyle {\hat {H}}} będą zależne od wartości liczby {\displaystyle l,} a nie będą zależeć od {\displaystyle m,} jeżeli energia potencjalna układu będzie sferycznie symetryczna. Wtedy też pojawi się degeneracja poziomów energii układu.
Jeżeli jednak wprowadzi się asymetrię w układzie, np. atom znajdzie się w zewnętrznym polu magnetycznym (por. np. zjawisko Zeemana), to operator Hamiltona straci symetrię sferyczną. Rozwiązując równanie Schrödingera dla takiego układu, otrzyma się w konsekwencji rozszczepienie każdego z poziomów energii atomu na {\displaystyle 2l+1} podpoziomów i degeneracja zniknie. Liczbę {\displaystyle m} nazywa się z powyżej opisanych racji magnetyczna liczbą kwantową.